# Energimyndigheten (Finland)
Energimyndigheten, på finska Energiavirasto, är en finländsk, statlig myndighet, som sorterar under Arbets- och näringsministeriet. 
Energimyndigheten övervakar marknaderna för distribution av elektricitet och jordgas och ansvarar för registret över handeln med utsläppsrätter. Myndigheten främjar också förnyelsebar energi och energieffektivitet.
Myndigheten leds av överdirektör Simo Nurmi och den ligger i Sörnäs. Den bildades 1995 och fick sitt nuvarande namn 2014.